# Opeatostoma pseudodon
Opeatostoma pseudodon is een slakkensoort uit de familie van de Fasciolariidae. De wetenschappelijke naam van de soort is voor het eerst geldig gepubliceerd in 1815 door Burrow.